# Johann David Heilmann
Johann David Heilmann (* 13. Januar 1727 in Osnabrück; † 22. Februar 1764 in Göttingen) war ein deutscher Klassischer Philologe, evangelischer Theologe, Schulleiter und Hochschullehrer.

## Leben
Heilmann besuchte zunächst das Osnabrücker Gymnasium, an dem er insbesondere eine gute sprachliche Ausbildung erhielt. 1746 nahm er ein Studium an der Universität Halle auf. Beeinflusst wurde er dort insbesondere von Siegmund Jakob Baumgarten sowie von Christian Benedikt Michaelis. Er verblieb insgesamt acht Jahre in Halle. In dieser Zeit bestritt er seinen Lebensunterhalt unter anderem als Übersetzer.
Heilmann folgte 1754 einem Ruf als Rektor der Höheren Schule in Hameln. Bereits zwei Jahre darauf wechselte er zurück in seine Heimatstadt, als Rektor an das Osnabrücker Gymnasium, bevor er, nachdem ihn zunächst Rufe der Universitäten in Halle und Helmstedt erreicht hatten, 1757 einen Ruf als ordentlicher Professor der Theologie an die Universität Göttingen annahm. 1758 wurde er an der Universität Rinteln zum Doktor der Theologie promoviert. Seine theologischen Vorlesungen galten als sehr freisinnig. Bereits kurz nachdem er die Stellung in Göttingen angetreten hatte, erkrankte er. An den Folgen verstarb er nur etwas mehr als fünf Jahre nach seinem Amtsantritt.

## Werke (Auswahl)
- Thucydides: Des Thucydides acht Bücher der Geschichte aus dem griechischen mit vielen kritischen Anmerkungen übersezt. Lemgo/Leipzig 1760.
- Kritische Gedanken von dem Charakter und der Schreibart des Thucydides. Lemgo 1760.
- Compendium Theologiae Dogmaticae. Göttingen 1761.
- Ernst Jakob Danovius (Hrsg.): Joh. Dav. Heilmanni opuscula maximam partem theologici argumenti. 2 Bände, Jena 1774–1778.